# Gozdawa-Osada
Gozdawa-Osada (do końca 2017 roku Gozdawa) – osada w Polsce położona w województwie pomorskim, w powiecie nowodworskim, w gminie Nowy Dwór Gdański.